# 尤利乌斯·别利克
尤利乌斯·别利克（Július Bielik，1962年3月8日—）是一名已退役的斯洛伐克足球运动员。他曾效力于捷克斯洛伐克的布拉格斯巴達足球俱樂部和日本的廣島三箭。他曾代表捷克斯洛伐克国家队出場18次，并且也曾代表國家隊出戰1990年國際足協世界盃。退役後尤利乌斯·别利克执教薛斯高夫足球會以及亚布洛内茨足球俱乐部。